# Trol (mythisch wezen)

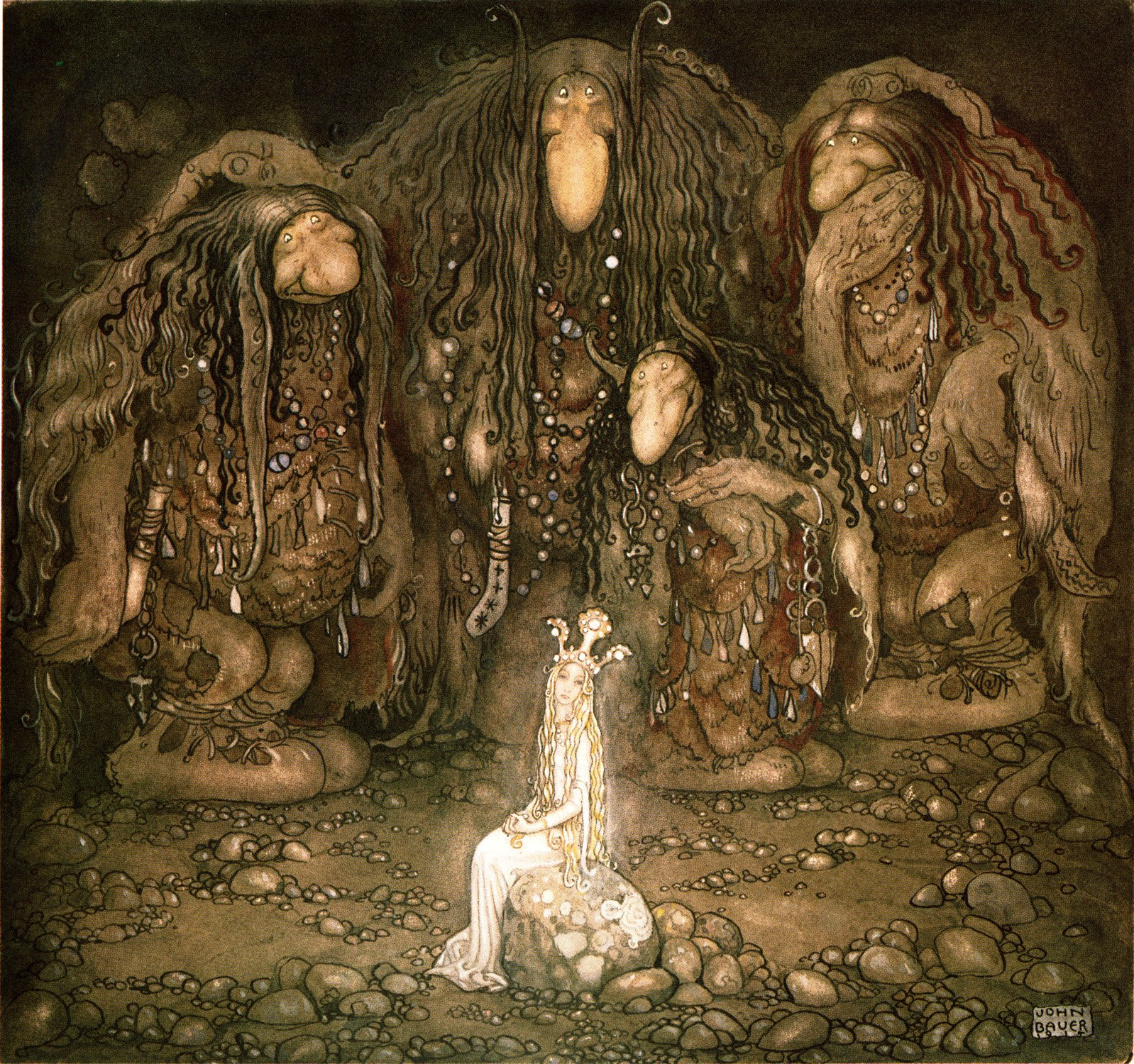
Illustratie van John Bauer

Een trol is een mythologische benaming die oorspronkelijk uit Noord-Europa (met name Noorwegen) komt. In de Noordse mythologie waren trollen jötun. Later ging het in de Scandinavische folklore om aparte reusachtige lelijke en onvriendelijke bovennatuurlijke wezens die mensen konden opeten.
Trollen komen voor in oude sprookjes, maar zijn ook populair in moderne fictie. Bijvoorbeeld in Lord of the Rings, Schijfwereld en Harry Potter. Ook in veel rollenspellen, zoals Dungeons & Dragons en Warhammer, lopen trollen rond.

## Mythologie
In Noordse mythologie is troll een andere naam voor jötunn, de reuzen uit de oertijd die afstammen van de hermafrodiete oerreus Ymir. Deze reuzen zijn groter dan de goden met wie ze soms trouwen. In de latere Scandinavische folklore werden trollen aparte wezens.
In de Noordse mythologie worden jötnar ook wel troll of thurs (þyrs in het Oudengels) genoemd. Bronnen in het Oudnoords vermelden dat trollen in afgelegen bergland en grotten wonen. Soms wonen ze samen als vader en dochter of moeder en zoon. Ze worden haast nooit als vriendelijke wezens beschreven.
In de Scandinavische folklore zijn trollen bijzondere, meestal reusachtige en lelijke wezens. In vele verhalen komen ze voor: ze zijn dan heel oud, erg sterk maar traag en suf. Soms eten ze mensen en verstenen ze in het zonlicht. Zij kunnen het geluid van kerkklokken niet verdragen en moeten daarom ver van de beschaving leven, in de bergen of in de verste wouden. Komen ze dan soms toch naar de mensengemeenschap dan is dat vooral om het klokgelui te doen ophouden door grote rolkeien op kerkgebouwen te gooien. Nog steeds worden markante punten en rotsen zoals zwerfkeien in het Scandinavische landschap aan trollen toegeschreven.

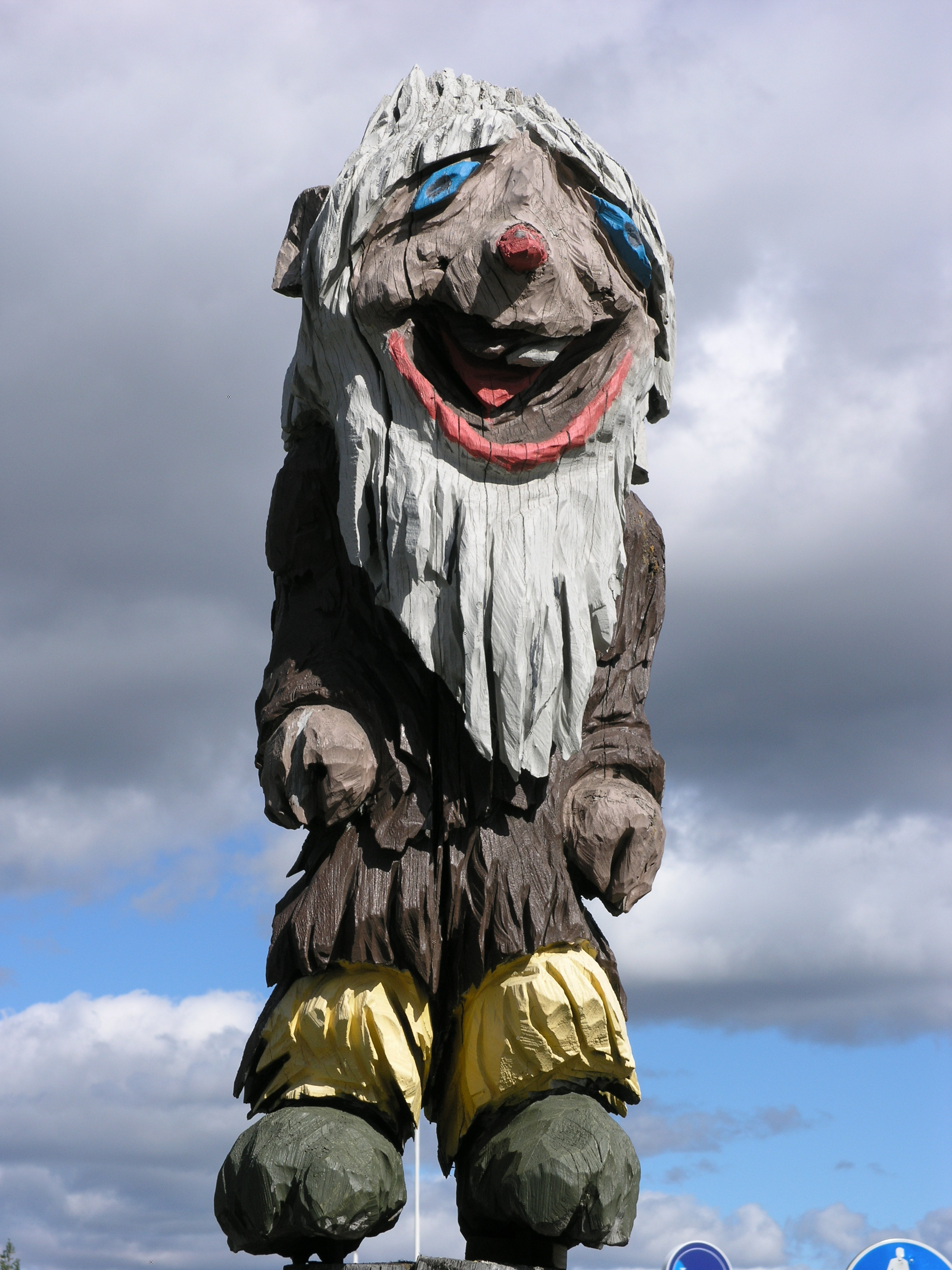
Houtsculptuur dat een trol verbeeldt
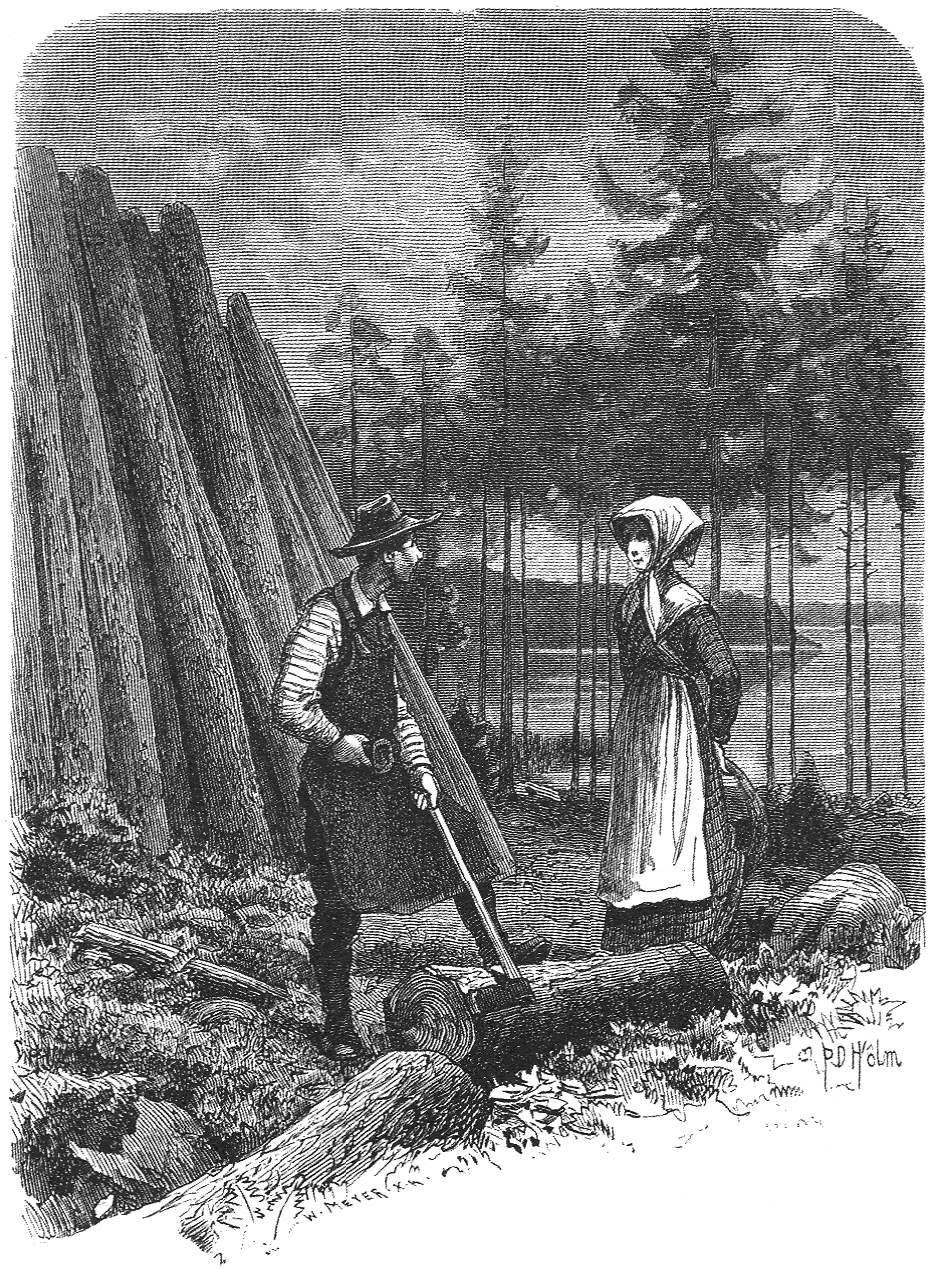
Trollenvrouw (Huldra, let op staart) ontmoet houtskoolmaker, 1882
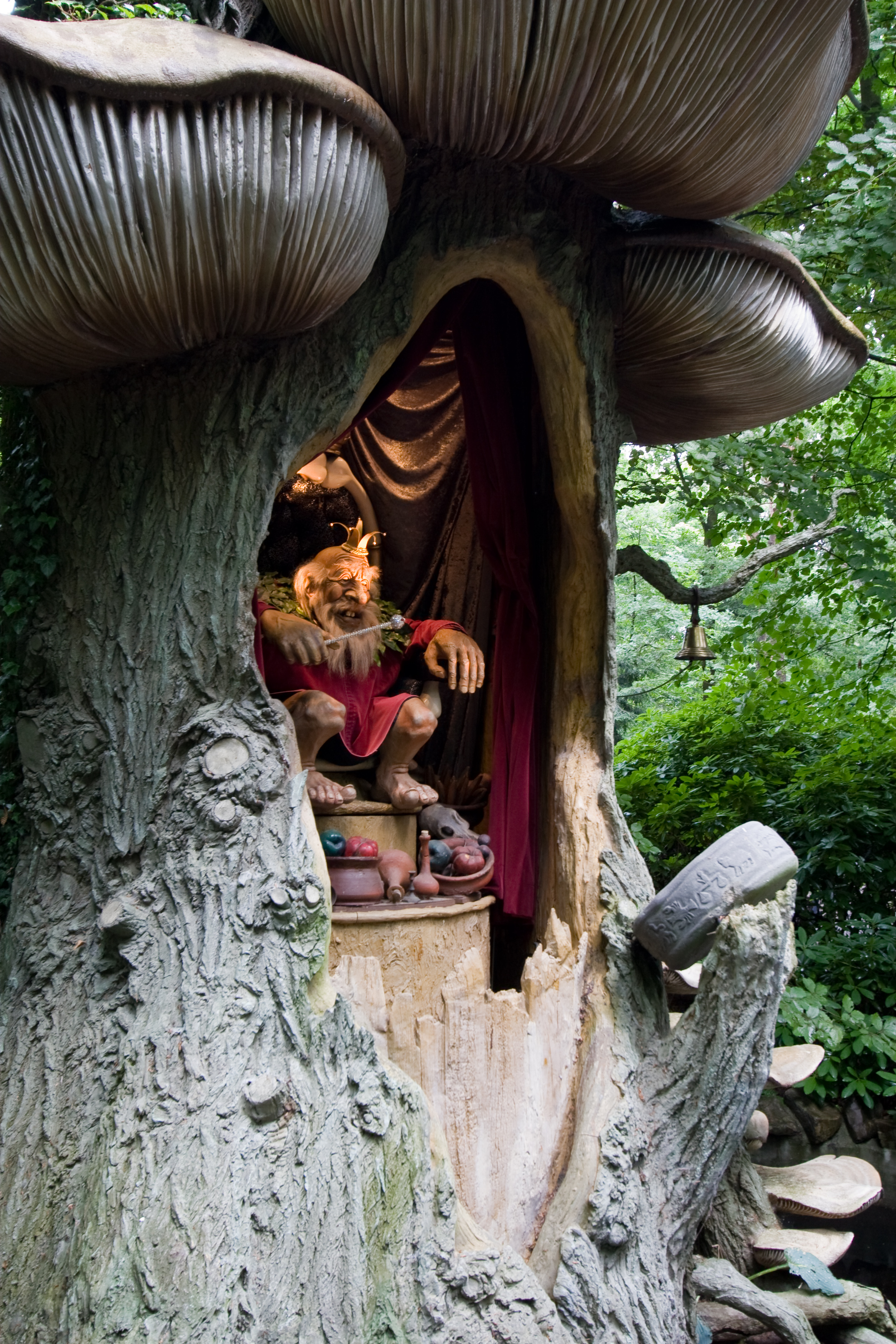
De Trollenkoning in de Efteling

## Moderne fictie

### Tolkien
Hoewel trollen in de oude sprookjes uit Noorwegen, Zweden, Denemarken en Zuid-Duitsland vaak als grappige wezens met lange neuzen en vaak een korte staart worden omschreven, is dat tegenwoordig niet meer zo. Trollen zijn grote vijanden uit de boeken van J.R.R. Tolkien, zoals in In de Ban van de Ring. In de boeken van Tolkien zijn trollen sterke, domme wezens die in steen veranderen als ze door de zon beschenen worden.

### Schijfwereld
De schrijver Terry Pratchett omschrijft in zijn komische Schijfwereld ook trollen. De trollen van Schijfwereld zijn net als bij Tolkien grote, domme wezens. Hier bestaan ze echter al uit steen maar kunnen desondanks toch functioneren. Hun gebit is van diamant, wat van pas komt als ze eens geld nodig hebben. Ze worden vaak ingezet als bewaker. Als een trol een eigen berg heeft of, mooier nog, een eigen brug om voorbijgangers lastig te vallen heeft hij het helemaal gemaakt in Schijfwereld. Pratchetts trollen hebben meestal namen die van gesteentesoorten zijn afgeleid.

### Harry Potter
In de Harry Potterboekenreeks van de Britse schrijfster J.K. Rowling zijn trollen, net als in de boeken van Tolkien, ook kwaadaardige wezens en volgelingen van de "duistere zijde". Ze zijn dom en bijzonder agressief en sluiten zich aan bij de aartsvijand van de tovenaarswereld, Heer Voldemort. In het eerste deel uit de reeks nemen Harry Potter en zijn beste vriend Ron Wemel het op tegen een volwassen bergtrol, een benarde situatie waaruit ze zich weten te redden door een van de weinige toverspreuken te gebruiken die ze tot dan toe hebben geleerd (ze zitten dan pas twee maanden op school). De trol in kwestie was de toverschool binnen gesmokkeld door professor Krinkel, leraar in het vak Verweer tegen de Zwarte Kunsten, die door Voldemort werd gestuurd.

## Oude geschriften

### ProzaEdda
In de 9e eeuw moest de skald Bragi de oude zijn wagen plotseling stilzetten in een donker bos in Noorwegen omdat een trollenvrouw de weg versperde. Dit wordt gemeld in de Proza Edda, die in de 13e eeuw is opgetekend. De trol was een koppig, maar welbespraakt wezen, dat Bragi uitdaagde voor een dichtwedstrijd. De skald haalde al zijn dichtkunst uit de kast en hij wist uiteindelijk de trol te verslaan, waarna hij veilig verder kon rijden door het bos.

### Noorse wetten
In Noorse wetten uit de 12e tot de 14e eeuw is het uitlokken van trollen tot het plegen van heidense daden een even zwaar misdrijf als verkrachting. Een wet uit de vroege 13e eeuw uit het gebied rond het huidige Oslo noemt als voorbeeld een vrouw die heidense geesten opriep. Als zo'n 'trolse' vrouw niet genoeg getuigen wist te verzamelen om de volksvergadering te overtuigen van haar onschuld, moest ze de streek onmiddellijk verlaten. Ze mocht dan wel haar spullen mee nemen. Ze kon er natuurlijk niets aan doen dat ze een trol was.

## Internettrollen
Lastpakken op internet worden ook trollen genoemd.